# San Cosimato
San Cosimato, även benämnd Santi Cosma e Damiano in Trastevere och Santi Cosma e Damiano in Mica Aurea, är en kyrkobyggnad i Rom, helgad åt de heliga Kosmas och Damianus. Kyrkan är belägen vid Piazza di San Cosimato i Rione Trastevere. Kyrkan och dess kloster utgör numera en del av Ospedale Nuovo Regina Margherita.
Kyrkans namn ”San Cosimato” antas vara en etymologisk förvrängning av namnen Cosma och Damiano och är dokumenterat på 1400-talet.
Kyrkans tillnamn (cognome) ”Mica Aurea”, ordagrant "gyllene korn", åsyftar Janiculums gyllene sand.

## Kyrkans historia
På 940-talet grundades här ett benediktinkloster av adelsmannen Benedetto. Klostret byggdes om a fundamentis under påve Alexander II och denne konsekrerade kyrkan den 15 november 1069. År 1230 överlät påve Gregorius IX klosterkomplexet åt kamaldulensermunkar, men dessa fick lämna klostret och 1246 flyttade klarissor in. Under påve Sixtus IV, vars syster Francesca var nunna i klostret, företogs genomgripande ombyggnadsarbeten och en andra klostergård anlades. Arkitekten Baccio Pontelli ritade denna samt genomförde en ombyggnad av kyrkan.
År 1873 stängdes klostret och gjordes om till ålderdomshem. Under 1900-talets andra hälft byggdes komplexet ånyo om, denna gång till sjukhuset Ospedale Nuovo Regina Margherita, vilket invigdes 1970.
Framför kyrkan finns en liten trädgård med en fontän, vilken utgörs av ett antikt romerskt badkar i granit.

## Kyrkans exteriör
Kyrkans enkla fasad tillskrivs Baccio Pontelli och har en portal med skulpterade sidostycken från sent 1400-tal. Kyrkans port har reliefer, vilka föreställer de heliga Franciskus, Klara, Kosmas och Damianus.

## Kyrkans interiör
Kyrkans främsta konstverk är fresken Tronande Madonna och Barnet mellan de heliga Franciskus och Klara, utförd av renässansmålaren Antonio del Massaro.
Till vänster om högaltaret återfinns Cappella di Santa Severa, ett kapell invigt åt den heliga Severa av Villeneuve, en fransk nunna som levde på 600-talet. Kapellets altare har en gravrelief som visar hur två änglar håller en krona ovanför Madonnan och Barnet. Till höger ses den helige Laurentius visa fram den knäböjande kardinalen Lorenzo Cibo. Till vänster står den helige Bartolomaios. Denna gravrelief fanns tidigare i basilikan Santa Maria del Popolo.

## Bilder
| - Klostrets medeltida portik. - Trädgården. - Den medeltida klostergården. - Sixtus IV:s klostergård. - Tronande Madonna och Barnet mellan de heliga Franciskus och Klara. |